# 聖母領報天主堂 (華盛頓)
聖母領報天主堂（英語：Annunciation Catholic Church）是美國華盛頓哥倫比亞特區西北區的天主教堂區教堂。教堂、禮堂及堂區學校聖母領報天主教學校（Annunciation Catholic School）位於座堂嶺社區的麻省大道沿線，屬於天主教華盛頓總教區。
1976年8月，該堂接待樞機兼克拉庫夫總主教嘉祿·沃伊蒂拉，即後來的教宗聖若望保祿二世。